# الاتحاد الصيني للأشخاص ذوي الإعاقة
الاتحاد الصيني للأشخاص ذوي الإعاقة؛ (بالصينية: 中国残疾人联合会) هي منظمة شعبية للأفراد ذوي الإعاقة في الصين تأسست في بكين، الصين في مارس 1988. سلفا الاتحاد هما الرابطة الصينية للمكفوفين والصم، التي تأسست عام 1960، والصندوق الصيني لرعاية المعاقين، الذي تأسس عام 1984. الوظائف الأساسية الثلاث للاتحاد هي تمثيل مصالح الأشخاص ذوي الإعاقة في الصين والمساعدة في حماية حقوقهم المشروعة، وتزويدهم بخدمات شاملة وفعالة، والإشراف على الشؤون المتعلقة بالأشخاص ذوي الإعاقة بتكليف من الحكومة الصينية. يشبه شعار الاتحاد زهرة البرقوق التي تبرز بشكل كبير في الفن والثقافة الصينية. بشعاره "الإنسانية، النزاهة، الخدمة والمساهمة"، ساعد الاتحاد العديد من الأشخاص ذوي الإعاقة.
اعتبارًا من عام 2016، قدر الاتحاد الصيني للأشخاص ذوي الإعاقة أن هناك 80 مليون شخص من ذوي الإعاقة في الصين، بينما سجل 30 مليونًا فقط لدى الحكومة.

## الأصل والتاريخ
في مارس 1953، تأسست الجمعية الصينية لرعاية المكفوفين في بكين. كانت أهداف الجمعية هي: مساعدة الحكومة في حل المشاكل المتعلقة بالمكفوفين، ورعاية المكفوفين، والعمل من أجل رفاهية المكفوفين. شغل شيه جويزاي، وزير الداخلية في مجلس إدارة الحكومة المركزية الشعبية، منصب الرئيس، وشغل وو يونفو (伍云甫) وهوانغ ناي (黄乃) منصب نائب الرئيس، وشغلت تشانغ ونكيو (张文秋) منصب المدير العام.
في فبراير 1956، تأسست الجمعية الصينية لرعاية الصم في بكين. كانت أهداف الجمعية: التواصل مع الصم والعمل من أجل رفاهيتهم. شغل وو يونفو (伍云甫)، الأمين العام لجمعية الإغاثة الشعبية الصينية، منصب الرئيس.
في فبراير 1956، تأسست الجمعية الصينية لرعاية الصم في بكين. كانت أهداف الجمعية: التواصل مع الصم والعمل من أجل رفاهيتهم. شغل وو يونفو (伍云甫)، الأمين العام لجمعية الإغاثة الشعبية الصينية، منصب الرئيس.
في 30 مايو 1956، ووفقًا لتعليمات رئيس الوزراء تشوان لاي، بدأت الجمعية الصينية لرعاية الصم والجمعية الصينية لرعاية المكفوفين تُوجه رسميًا من قبل وزارة الداخلية.
في 20 مايو 1960، دمجت الجمعية الصينية لرعاية المكفوفين والجمعية الصينية لرعاية الصم لتشكلا الرابطة الصينية للمكفوفين والصم.
في أغسطس 1978، وافقت القيادة المركزية بعد التعليمات على تقرير حول عودة تنظيم وعمل الرابطة الصينية للمكفوفين والصم. بعد ذلك، عادت رابطة المكفوفين والصم الصينية فوراً إلى العمل واستأنفت نشر المجلة الشهرية للمكفوفين.
في 15 مارس 1984، عُقد الاجتماع الافتتاحي للصندوق الصيني لرعاية المعوقين في بكين.
في يوليو 1986، تأسست اللجنة المنظمة الصينية لعقد الأمم المتحدة للأشخاص ذوي الإعاقة في بكين، وعُقد الاجتماع الأول للجنة المنظمة. ترأس الاجتماع كوي نايفو (崔乃夫). قدم دنغ بوفانغ تقرير عمل، وألقى نائب رئيس الوزراء تشياو شي خطابًا هامًا في الاجتماع. وتم صياغة المسؤوليات ونظام العمل للجنة المنظمة وأمانتها.
في الفترة من 11 إلى 13 مارس 1988، عُقد المؤتمر الوطني الأول للاتحاد الصيني للأشخاص ذوي الإعاقة في بكين.
في ديسمبر 1990، قام الاجتماع السابع عشر للجنة الدائمة للمجلس الوطني لنواب الشعب السابع بفحص واعتماد قانون جمهورية الصين الشعبية لحماية الأشخاص ذوي الإعاقة. وسيدخل القانون حيز التنفيذ في 15 مايو 1991.
في 4 سبتمبر 1994، افتتحت الدورة السادسة لألعاب فيسبيك للمعاقين في بكين. أعلن رئيس الوزراء لي بنغ الافتتاح. وترأس دنغ بوفانغ حفل الافتتاح.
في 14 يناير 2011، افتتح المؤتمر الوطني الخامس للرابطة الصينية لإعادة تأهيل الأشخاص ذوي الإعاقة في بكين.
في 15 مايو 2011، أنتج الاتحاد الصيني للأشخاص ذوي الإعاقة واستوديو فوجيان للسينما الفيلم الأول تحت عنوان الأولمبياد الخاص "الحب الخاص" كفيلم تحية تم عرضه لأول مرة في قاعة الشعب الكبرى في بكين.
في الفترة من 15 إلى 16 سبتمبر 2011، عُقدت ورشة عمل مشروع التعاون الدولي لإعادة التأهيل المجتمعي على مستوى البلاد في بكين، برعاية مشتركة من الاتحاد الصيني للأشخاص ذوي الإعاقة والإنسانية والإدماج.
في 11 أكتوبر 2011، أُقيم حفل افتتاح الدورة الثامنة للألعاب الوطنية الصينية للمعاقين في هانغتشو.
في 6 ديسمبر 2011، نظم الاتحاد الصيني للأشخاص ذوي الإعاقة بالتعاون مع منظمة الصحة العالمية والبنك الدولي مؤتمر تقرير الإعاقة العالمي ودليل إعادة التأهيل المجتمعي في قاعة الشعب الكبرى في بكين.
في 1 فبراير 2012، عقد الاتحاد الصيني للأشخاص ذوي الإعاقة ندوة التوصيات والمقترحات لعام 2012 لـالمجلس الوطني لنواب الشعب الصيني والمؤتمر الاستشاري السياسي الشعبي الصيني. في 21 فبراير، عقد الاتحاد الصيني للأشخاص ذوي الإعاقة والإذاعة الوطنية الصينية حفل توقيع اتفاقية التعاون الاستراتيجي "خطة العمل الثقافي المساعد" في المكتبة الصينية برايل في بكين.
في 28 سبتمبر 2015، كشفت سيدة الصين الأولى عن طابع تكريمًا للأشخاص ذوي الإعاقة، تم تصميمه وإنشائه من قبل الاتحاد الصيني للأشخاص ذوي الإعاقة.

## الوظائف والواجبات

### الوظائف
يقوم الاتحاد الصيني للأشخاص ذوي الإعاقة بثلاث وظائف:
1. تمثيل مصالح الأشخاص ذوي الإعاقة في الصين والمساعدة في حماية حقوقهم المشروعة،
2. تقديم خدمات شاملة وفعالة لهم،
3. بتكليف من الحكومة الصينية للإشراف على الشؤون المتعلقة بالأشخاص ذوي الإعاقة في الصين.

يلتزم الاتحاد الصيني للأشخاص ذوي الإعاقة بما يلي:
تعزيز الإنسانية، تعزيز حقوق الإنسان للأشخاص ذوي الإعاقة، تعزيز دمج الأشخاص ذوي الإعاقة في جميع الجوانب.

### الواجبات
1. ينشر الاتحاد الصيني للأشخاص ذوي الإعاقة قانون حماية الأشخاص ذوي الإعاقة لجمهورية الصين الشعبية؛ ويحافظ على الحقوق المدنية للأشخاص ذوي الإعاقة في المساواة السياسية والاقتصادية والثقافية والاجتماعية والخدمات المقدمة للأشخاص ذوي الإعاقة.
2. يقوم الاتحاد الصيني للأشخاص ذوي الإعاقة بتعليم الأشخاص ذوي الإعاقة الامتثال للقانون والوفاء بالتزاماتهم.
3. الاتحاد الصيني للأشخاص ذوي الإعاقة هو الجسر بين الأشخاص ذوي الإعاقة والحكومة. إنه يحشد المجتمع لفهم واحترام ورعاية ومساعدة الأشخاص ذوي الإعاقة.
4. يطور الاتحاد الصيني للأشخاص ذوي الإعاقة ويعزز إعادة تأهيل الأشخاص ذوي الإعاقة، والتعليم، ومكافحة الفقر، والتوظيف، وحقوق الإنسان، والثقافة، والرياضة، والضمان الاجتماعي، وأعمال الوقاية من الإعاقة لتحسين بيئة وظروف الأشخاص ذوي الإعاقة لتشجيعهم على المشاركة في الحياة الاجتماعية.
5. يشارك الاتحاد الصيني للأشخاص ذوي الإعاقة في البحث والتطوير والتنفيذ للقوانين واللوائح والسياسات والتخطيط للأشخاص ذوي الإعاقة ويلعب دورًا في العمل المتكامل والمنسق والمشورة والخدمات والإدارة والتوجيه في هذه المجالات.
6. يدير الاتحاد الصيني للأشخاص ذوي الإعاقة ويوفر بطاقة الأشخاص ذوي الإعاقة لجمهورية الصين الشعبية (中国残疾人证) للمعاقين الصينيين.
7. يدير الاتحاد الصيني للأشخاص ذوي الإعاقة ويوجه جميع أنواع المنظمات المعنية بالإعاقات.
8. كونه عضوًا استشاريًا خاصًا في المجلس الاقتصادي والاجتماعي للأمم المتحدة، يقوم الاتحاد الصيني للأشخاص ذوي الإعاقة بإجراء تبادلات وتعاون دولي.[19]

## القيادة
منذ المؤتمر الوطني الثامن للاتحاد الصيني للأشخاص ذوي الإعاقة في سبتمبر 2023، يشغل تشنغ كاي منصب الرئيس الحالي للاتحاد. ويشغل يانغ شياودو منصب الرئيس الفخري للاتحاد.

### الرؤساء السابقون
- دنغ بوفانغ كان رئيسًا للاتحاد الصيني للأشخاص ذوي الإعاقة من عام 1988 إلى 2008. وُلد في عام 1944، غوانغان، مقاطعة سيتشوان، دنغ هو ابن دنغ شياو بينغ. أصيب بإعاقة بسبب الاضطهاد خلال الثورة الثقافية.[21] وهو الرئيس التنفيذي للجنة بكين المنظمة لدورة الألعاب الأولمبية التاسعة والعشرين (BOCOG)، ورئيس الصندوق الصيني للأشخاص ذوي الإعاقة.[22]
- تشانغ هايدي وُلدت في سبتمبر 1955، جينان، مقاطعة شاندونغ، وأصيبت بإعاقة جسدية في سن 5 سنوات. في نوفمبر 2008، انتخبت رئيسة للاتحاد الصيني للأشخاص ذوي الإعاقة.[23]
- لو يونغ وُلد في مقاطعة خبي في الصين عام 1963، وهو حاصل على درجة الدكتوراه في الاقتصاد وزميل ما بعد الدكتوراه في الإدارة والهندسة بجامعة تسينغ-هوا.[24]

## التنظيم

### الشعار
- الرسم البياني الرئيسي للشعار هو دمج للحروف الثلاثة "CJR"، وهي اختصار لـ"الأشخاص ذوي الإعاقة" باللغة الصينية البينيين. يمثل الأشخاص ذوي الإعاقة وهو مشابه للشعار الدولي للأشخاص ذوي الإعاقة.[2]
- شكل الشعار هو زهرة البرقوق. إنه رمز لروح تقدير الذات، والثقة بالنفس، والاعتماد على الذات لدى الشخص ذي الإعاقة. الخلفية الخضراء ترمز إلى الحيوية العنيدة بينما زهرة البرقوق المزهرة ترمز إلى أمل الأشخاص ذوي الإعاقة.[2]
- يتكون الشعار من خمسة أحرف صينية متصلة لـ"人 (شخص)"، والتي ترمز إلى أن الأشخاص ذوي الإعاقة يتحدون ويعيشون في مجتمع دافئ حيث يمكن فهمهم واحترامهم. كما يرمز إلى أن جميع أفراد البلاد يتبعون الإنسانية ويشكلون كيانًا واحدًا مع الأشخاص ذوي الإعاقة.[2]
- يُستخدم اللون الذهبي للرسم البياني المركزي والخط الجانبي يرمز إلى شمس البلاد. إنه رمز للعمل الحيوي المزدهر للأشخاص ذوي الإعاقة.[25]
- شارة الاتحاد الصيني للأشخاص ذوي الإعاقة تستخدم الشعار كجانب أمامي وتحمل على الجانب الخلفي عبارة "الاتحاد الصيني للأشخاص ذوي الإعاقة".[25]

### المنظمات الوطنية

#### المؤتمر الوطني لنواب الشعب
أعلى سلطة في الاتحاد الصيني للأشخاص ذوي الإعاقة هي المؤتمر الوطني لنواب الشعب. يُعقد المؤتمر الوطني لنواب الشعب كل خمس سنوات. يدعو مكتب الاتحاد الصيني للأشخاص ذوي الإعاقة النواب، ويجب أن يكون أكثر من نصفهم من الأشخاص ذوي الإعاقة أو أقاربهم. تشمل صلاحيات المؤتمر الوطني لنواب الشعب النظر في تقارير مكتب الاتحاد الصيني للأشخاص ذوي الإعاقة لتحديد مبادئ ومهام العمل، وتعديل ميثاق الاتحاد الصيني للأشخاص ذوي الإعاقة، وانتخاب مكتب الاتحاد الصيني للأشخاص ذوي الإعاقة.

#### المناصب الفخرية
يمكن للاتحاد الصيني للأشخاص ذوي الإعاقة أن ينشئ منصب رئيس فخري ونائب رئيس فخري، وكلاهما يتم تعيينه من قبل مكتب الاتحاد الصيني للأشخاص ذوي الإعاقة.

#### المكتب
يُنتخب المكتب [متى؟] كل خمس سنوات. خلال فترة توقف المؤتمر الوطني لنواب الشعب، يكون المكتب مسؤولاً عن تنفيذ قرارات المؤتمر الوطني لنواب الشعب وتوجيه عمل الاتحاد الصيني للأشخاص ذوي الإعاقة. يتكون المكتب من رئيس، وعدة نواب للرئيس، وعدة أعضاء.
يجب أن يكون أكثر من نصف أعضاء المكتب من الأشخاص ذوي الإعاقة أو أقاربهم. يجب عقد اجتماع المكتب، الذي يدعو إليه رئيس المكتب، مرة واحدة على الأقل في السنة. ينفذ المكتب المركزية الديمقراطية [مبهم]. المكتب مسؤول بشكل أساسي عن التغييرات في الموظفين في الاتحاد الصيني للأشخاص ذوي الإعاقة وعمل الإشراف.

#### المجلس التنفيذي
المجلس التنفيذي هو الهيئة التنفيذية الدائمة للمؤتمر الوطني لنواب الشعب التابع للاتحاد الصيني للأشخاص ذوي الإعاقة والمكتب، ويتألف من رئيس، وعدة نواب للرئيس، وعدة أعضاء. يجب أن يكون هناك ممثلون من جميع فئات الأشخاص ذوي الإعاقة أو أقاربهم في المجلس التنفيذي. ينتخب الرئيس من قبل مكتب الاتحاد الصيني للأشخاص ذوي الإعاقة، ويعين من قبل الحكومة، ولا يجوز له أن يخدم لأكثر من فترتين متتاليتين. يتم ترشيح نواب الرئيس والأعضاء من قبل الرئيس ويجب أن يعتمدوا من قبل المكتب. يفرض المجلس التنفيذي على الرئيس المسؤولية. وقد أنشأ المجلس التنفيذي عدة مكاتب إدارية ويضطلع بالعمل اليومي للاتحاد الصيني للأشخاص ذوي الإعاقة.

#### الجمعيات المتخصصة
تتكون الجمعيات المتخصصة من جمعية المكفوفين، جمعية الصم، جمعية الأشخاص ذوي الإعاقة، جمعية الأشخاص ذوي الإعاقة العقلية، إلخ. وتنتخب لجان الجمعيات المتخصصة من قبل ممثلين من المؤتمر الوطني لنواب الشعب.
واجبات الجمعيات المتخصصة هي:
- تمثيل، ربط، تثقيف وتوحيد الأشخاص ذوي الإعاقة من نفس الفئة.
- عكس الرغبات والاحتياجات الخاصة.
- حماية الحقوق والمصالح المشروعة والنضال من أجل المساعدة الاجتماعية.
- المشاركة في الأنشطة الدولية.

للجمعيات المتخصصة رئيس ونائب رئيس ينتخبهما لجان الجمعيات المتخصصة.

#### أعضاء المجموعة
يمكن للمجموعات المجتمعية الوطنية، التي ترتبط بمسيرة الأشخاص ذوي الإعاقة وتعتمد الدستور، التقدم بطلب للحصول على عضوية المجموعة في الاتحاد الصيني للأشخاص ذوي الإعاقة.

### المنظمات الدولية
تعاون الاتحاد الصيني للأشخاص ذوي الإعاقة أيضًا مع العديد من المنظمات الدولية.

#### المنظمة الدولية لذوي الاحتياجات الخاصة
الاتحاد الصيني للأشخاص ذوي الإعاقة جزء من الجمعية الوطنية التي أنشأتها المنظمة الدولية لذوي الاحتياجات الخاصة.

## المجلات
تنشر المنظمة مجلتين:

### الصينيون ذوو الإعاقة
تأسست مجلة الصينيون ذوو الإعاقة في يناير 1989، ونظمها الاتحاد الصيني للأشخاص ذوي الإعاقة. وهي مجلة شهرية شاملة عامة التوزيع للاتحاد الصيني للأشخاص ذوي الإعاقة، تهدف إلى تعزيز القيم الإنسانية وخدمة الأشخاص ذوي الإعاقة. كونها المجلة المؤسسية الوطنية الوحيدة للأشخاص ذوي الإعاقة، لعبت المجلة دورًا نشطًا في تعزيز عمل الاتحاد.
القراء الرئيسيون للمجلة هم الأشخاص ذوو الإعاقة وعائلاتهم والمجتمع الآخر. توزع المجلة في البر الرئيسي للصين، ومناطق هونغ كونغ وماكاو وتايوان، بالإضافة إلى عشرات الدول الأخرى.
تشمل المحتويات الرئيسية للمجلة المشاكل الاجتماعية للأشخاص ذوي الإعاقة؛ ومقدمة عن القوانين واللوائح والسياسات الوطنية؛ ومعلومات عن إعادة التأهيل، والتعليم، والتوظيف، والحياة، والجوانب الأخرى من الخدمات المعلوماتية للأشخاص ذوي الإعاقة وما إلى ذلك.

### المجلة الشهرية للمكفوفين
المجلة الشهرية للمكفوفين هي المنشور الثقافي الوحيد بطريقة برايل، تأسست في بكين في 15 مارس 1954، وبرعاية الاتحاد الصيني للأشخاص ذوي الإعاقة. القراء الرئيسيون هم غالبية المكفوفين في الصين.
تشمل المحتويات الرئيسية للمجلة الإبلاغ عن تطورات المشاريع الصينية للأشخاص ذوي الإعاقة؛ وتقديم عمل المكفوفين الصينيين، والتعلم، والحياة والجوانب الأخرى، ونشر الأعمال الأدبية والموسيقية البارزة للمكفوفين.